# Ауденгорн
Ауденгорн (нід. Oudenhoorn) — село в нідерландській провінції Південна Голландія. Входить до муніципалітету Ворне-ан-Зе.
Його площа становить 9,69 км², а населення станом на 2021 рік складало 1 225 осіб.
Перша згадка про населений пункт датується 1356 роком.
До 1980 року мало статус окремого муніципалітету.

## Галерея

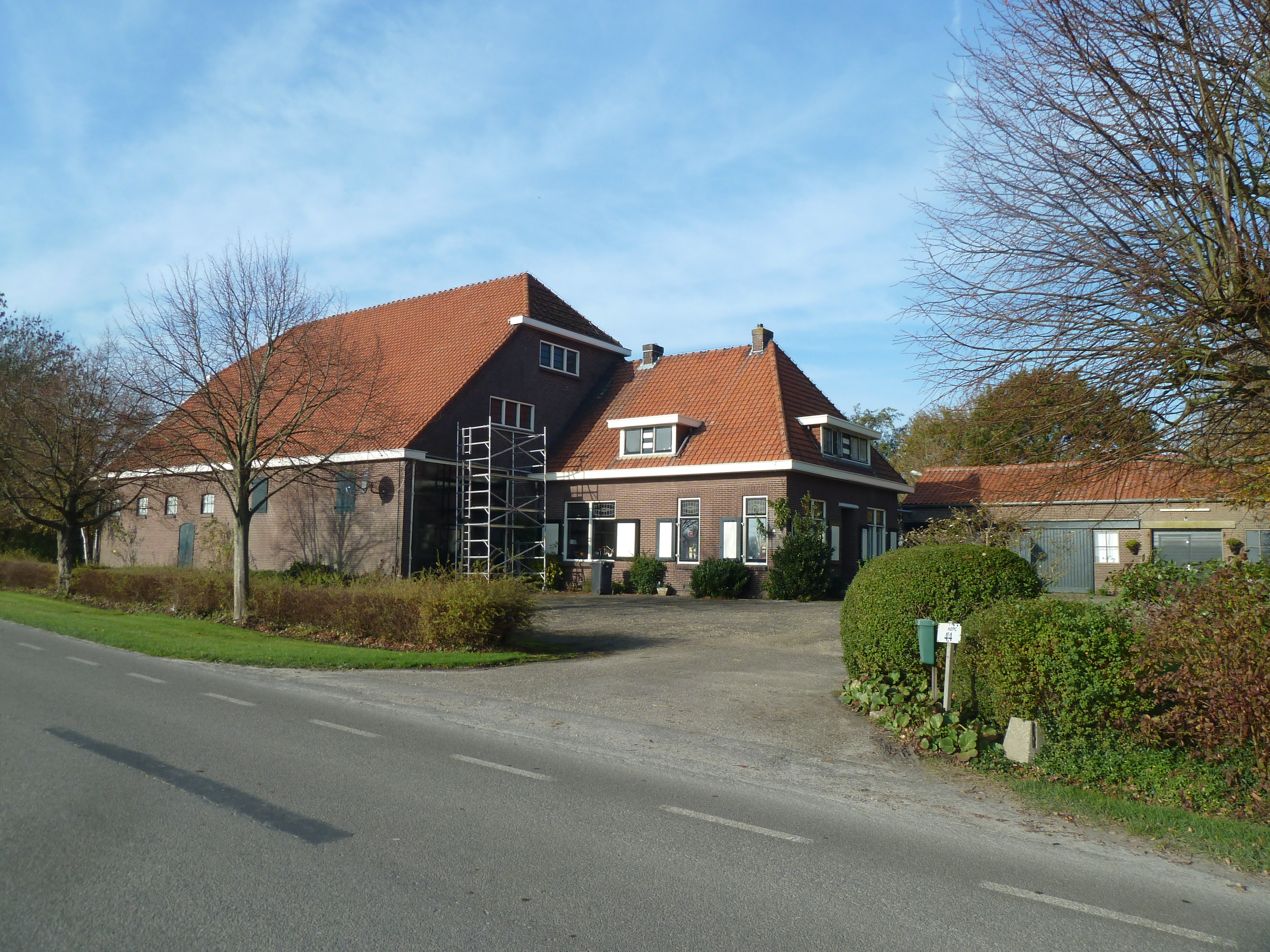
Ферма в Ауденгорні
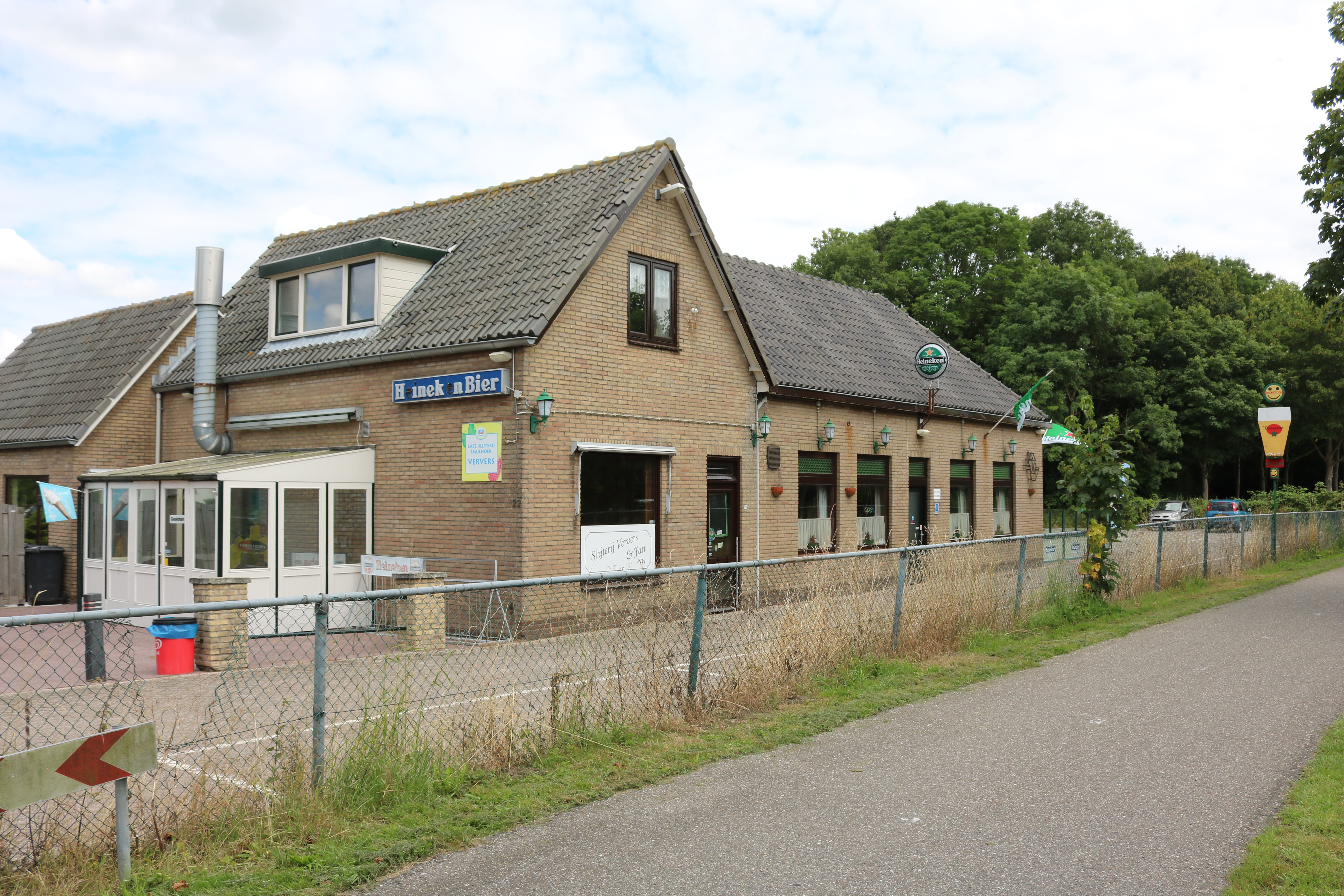
Паб у селі
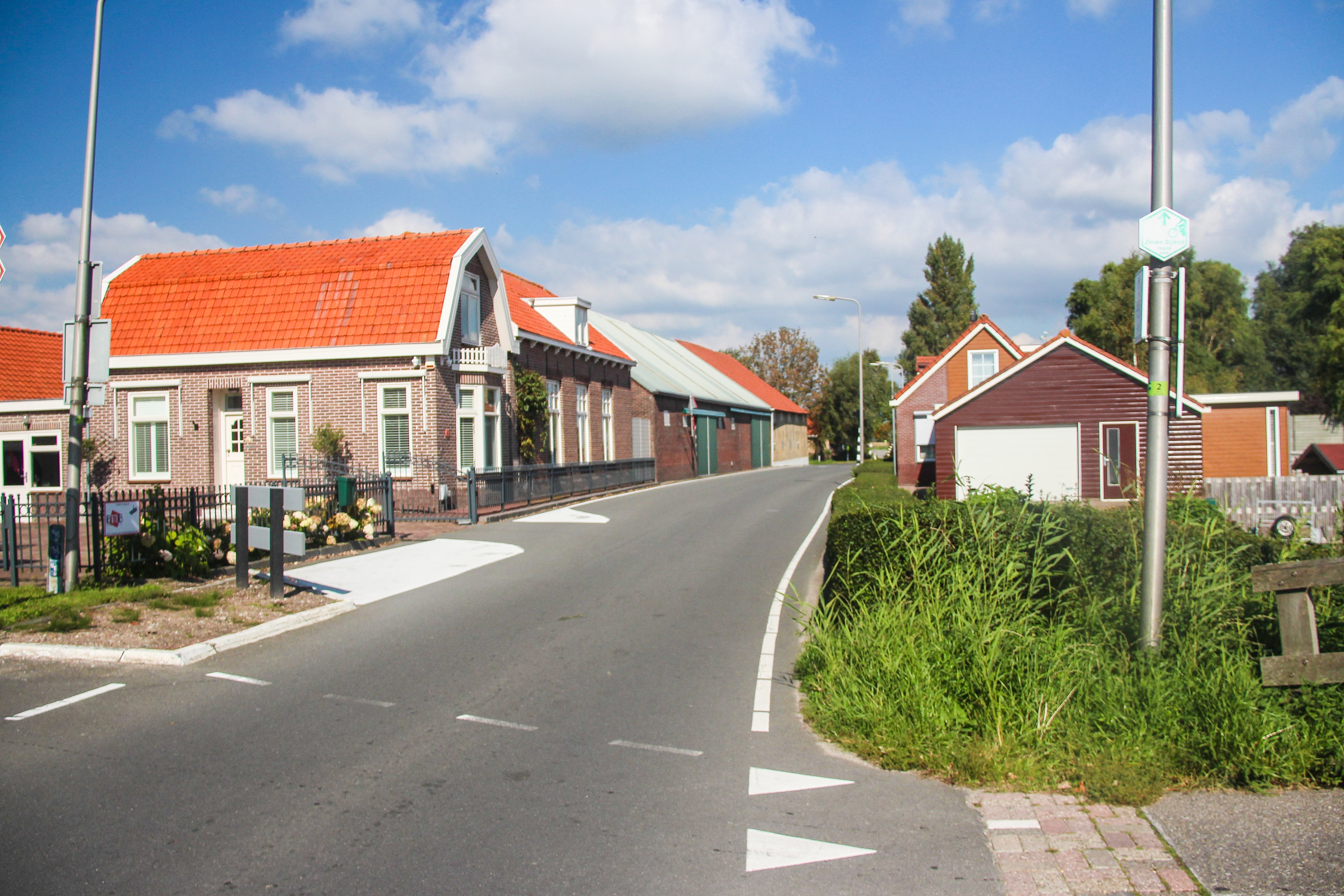
Вулична панорама
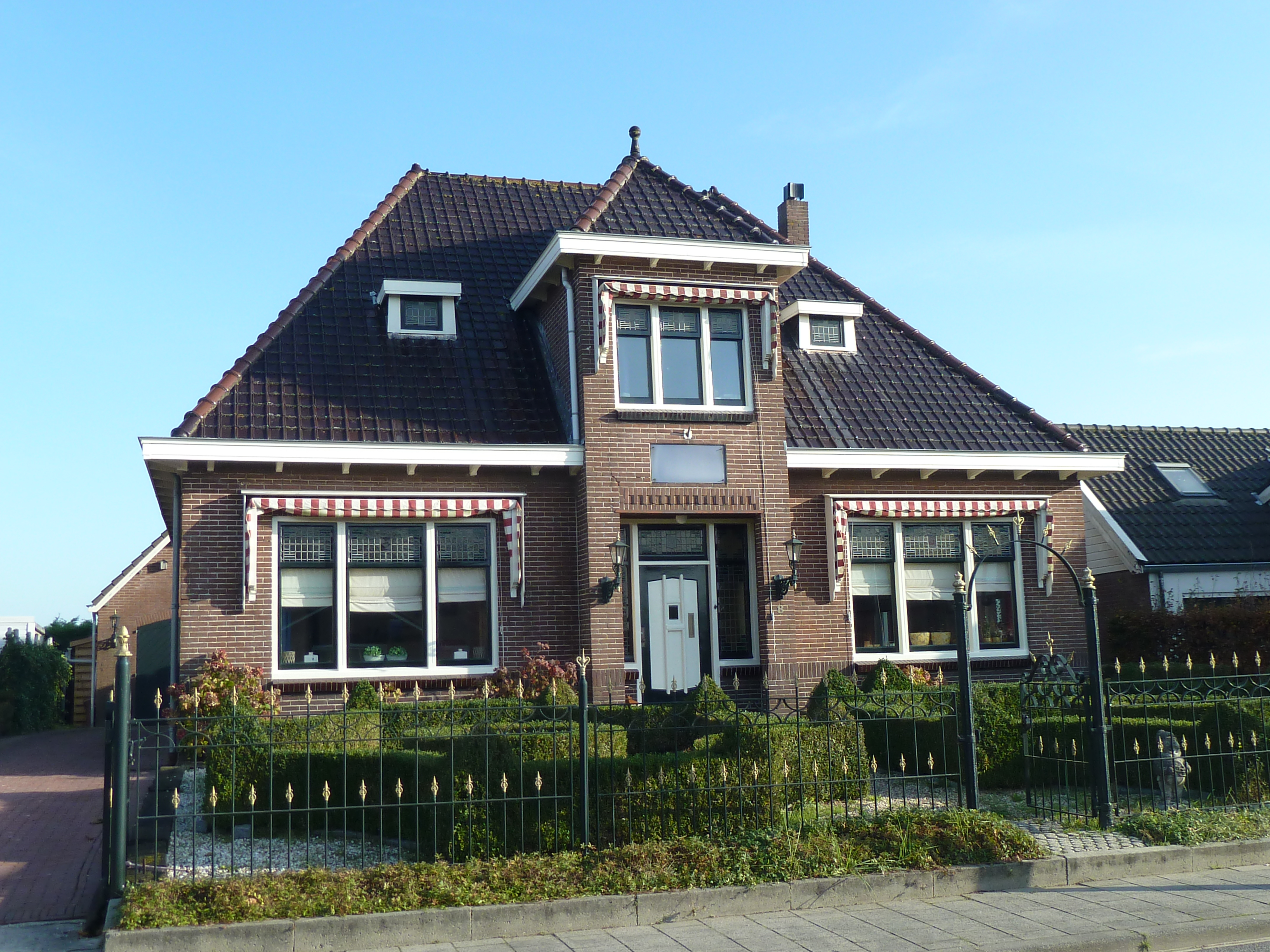
Ферма в Ауденгорні